# MAP3K2
MAP3K2 («митоген-активируемая белковая киназа киназы киназы 2»; англ. mitogen-activated protein kinase kinase kinase 2; КФ:2.7.11.25) — цитозольная серин/треониновая протеинкиназа семейства MAP3K. Продукт гена MAP3K2.

## Каталитическая активность
Фермент активируется после фосфорилирования треонина-524.
Катализируемая реакция:
- АТФ + L-треонил-[белок-мишень] = АДФ + H+  + O-фосфо-L-треонил-[белок-мишень]

## Функция
MAP3K2 является компонентом протеинкиназного каскада переноса сигнала. Регулирует синальные пути JNK и ERK5 за счёт фосфорилирования MAP2K5 и MAP2K7. Играет роль в кавеолярной динамике.

## Структура
Фермент состоит из 619 аминокислот, молекулярная масса 69,7 кДа. 

## Взаимодействия
MAP3K2 взаимодействует с MAP2K5,, MAP2K7,, MAPK8,, SH2D2A,  и XIAP.